# Seasons in the Abyss
Seasons in the Abyss е петият студиен албум на американската траш метъл банда Слейър от 1990 г. Изпълнен е с бърз метъл, зловещи текстове и мощни ревящи вокали от страна на Арая. Приветстван е добре от публиката и става първият със златен статус за групата, а по-късно и платинен в САЩ и Канада. „Seasons in the Abyss“ е творбата, в която Слейър разгръща изцяло потенциала на възможностите си, превръщайки я в една чиста, прецизна продукция. Тук текстовете загърбват абстрактното, фокусирайки се върху ужасите на съвременния свят като войната, убийствата и човешките слабости.

## Музиканти
- Том Арая – вокал, бас
- Кери Кинг – китари
- Джеф Ханеман – китари
- Дейв Ломбардо – барабани